# Pantè d'Alexandria
Pantè, en llatí Pantaenus, en grec antic Πάνταινος- (Alexandria o Sicília, segle ii - Alexandria, 211 post.) fou un filòsof i teòleg grec, apologista cristià i preceptor de Climent d'Alexandria. És venerat com a sant per diverses confessions cristianes. Canonitzat per l'església romana, la seva memòria es commemora el 7 de juliol.

## Biografia
Era probablement nadiu d'Alexandria (encara que de vegades es diu que tenia arrels sicilianes) i a aquesta ciutat va créixer i es va educar i va abraçar els principis de la filosofia estoica. Per qui fou introduït al cristianisme és impossible de dir, però Foci diu que era per gent que havia conegut els apòstols (cosa bastant improbable cronològicament) o en tot cas per descendents de deixebles dels apòstols. Es convertí al cristianisme quan ja era adult.
L'any 181 era tant rellevant que va ser nomenat mestre a l'escola catequètica i teològica d'Alexandria, el Didaskaleion, càrrec que va tenir uns nou o deu anys. Amb els seus deixebles Climent (que l'anomenà ape sicula, "abella siciliana"), Orígenes i Alexandre de Jerusalem, Pantè va elaborar una bona part de la dogmàtica cristiana, desenvolupant la Regula fidei a la llum de la filosofia i el raonament lògic.
Segons Jeroni d'Estridó, Pantè va marxar en missió evangelitzadora a l'Índia, cap al 190, però dels seus resultats res se sap. Eusebi de Cesarea diu, però, que va visitar Pèrsia i Mesopotàmia, que formava part de la regió anomenada India Magna. Tornà del viatge amb una còpia de l'Evangeli de Sant Mateu en arameu, que hi hauria portat Bartomeu apòstol. En la seva absència, el seu deixeble Climent havia exercit com a cap de l'escola catequètica, però en tornar va recuperar el càrrec.
La persecució d'Alexandre Sever va portar a Pantè i Climent a Palestina, però després va poder tornar a Egipte. Va morir no abans del 211, ja que encara era viu amb Caracal·la, i Climent el tornà a succeir al front de l'escola.